# 교통사고처리 특례법
교통사고처리 특례법은 교통사고에 관한 형법, 도로교통법 상의 특칙을 규정한 대한민국의 법률이다. 이 법은 업무상 과실(業務上過失) 또는 중대한 과실로 교통사고를 일으킨 운전자에 관한 형사 처벌 등의 특례를 정함으로써 교통사고로 인한 피해의 신속한 회복을 촉진하고 국민생활의 편익을 증진함을 목적으로 한다.